# Idioneura ancilla
Idioneura ancilla – gatunek ważki z rodziny łątkowatych (Coenagrionidae). Występuje w południowo-wschodniej Brazylii.